# Szilvásvárad
Szilvásvárad è un comune dell'Ungheria di 1.920 abitanti (dati 2001). È situato nella contea di Heves. Interessante l'allevamento dei cavalli di razza lipizzana trasferiti da Lipizza a Silvasvarad per sfuggire alle truppe francesi di Napoleone.